# Piechówka
Piechówka (623 m) – szczyt Beskidu Wyspowego. Znajduje się w zakończeniu grzbietu, który od szczytu Modyni (1028 m) poprzez Małą Modyń i Piechówkę biegnie w kierunku południowo-wschodnim i opada w widły Czarnej Wody i jej dopływu – Zakiczańskiego Potoku. W zachodnim kierunku od szczytu Piechówki odbiega krótki grzbiet z wierzchołkiem Skalicy (623 m).
Piechówka znajduje się na granicy miejscowości Zagorzyn, Łącko i Kicznia. Jest całkowicie zalesiona. Prowadzi przez nią znakowany szlak turystyczny.
Piesze szlaki turystyczne
 Łącko – Piechówka – Modyń. Czas przejścia 3:20 h (↓ 2.30 h), suma podejść ok. 690 m.

## Przypisy

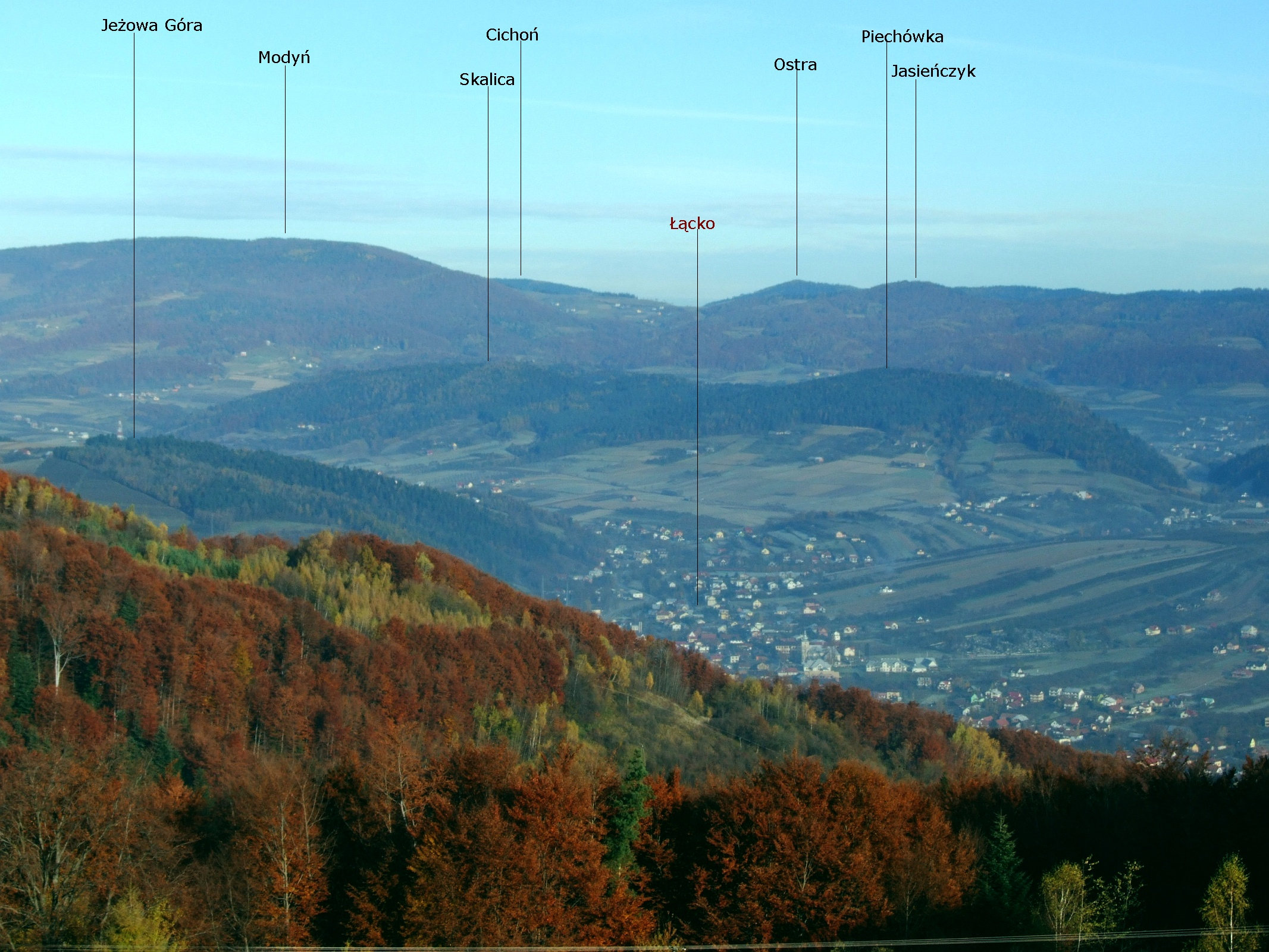
Widok na Piechówkę z Cebulówki